# Meags Fitzgerald
Meags Fitzgerald es una historietista, ilustradora y drag king canadiense. Trabajó principalmente como ilustradora, novelista gráfica e improvisadora de comedias antes de dedicarse al drag king.

## Carrera
Fitzgerald obtuvo una Licenciatura en Bellas Artes de la Alberta College of Art and Design en Calgary en 2009 y un certificado en diseño en Halifax en 2012.
Fitzgerald publicó Photobooth: A Biography en 2014, una novela gráfica de no ficción que detalla su interés en los fotomatones químicos. La obra ganó el Premio Doug Wright Spotlight 2015. Lo siguió en 2015 con la novela gráfica autobiográfica Long Red Hair.
En 2019 fue nominada a un premio Prism Prize por dirigir el vídeo musical de la canción "The Middle" de Rich Aucoin.
El seudónimo drag king de Fitzgerald es HercuSleaze (pronombre «él»). Fue concursante de la primera temporada del concurso de reality show Call Me Mother.
En 2022, HercuSleaze actuó en el espectáculo Superstars de Fierté Montréal ante una multitud de 30.000 personas, lo que lo convirtió en uno de los primeros drag kings en actuar ante una audiencia de este tamaño.
Fitzgerald se identifica como queer.

## Obras
- Photobooth: A Biography (2014)
- Long Red Hair (2015)[1]